# Сердца бумеранг
«Сердца бумеранг» — полнометражный художественный фильм Николая Хомерики, рассказывающий о молодом человеке со смертельной болезнью сердца. Был представлен на 33-м Московском международном кинофестивале 29 июня 2011 года. Премьера фильма в России состоялась 5 апреля 2012 года.

## Сюжет
Главный герой фильма — молодой человек 23 лет по имени Костя, работающий помощником машиниста в метро. Однажды на плановом медобследовании Косте сообщают о том, что он страдает редкой сердечной болезнью, которая может привести к смерти. Костя сохраняет это в тайне, он пытается жить как раньше, всё чаще размышляя о смысле жизни.

## В ролях
| Актёр             | Роль             |
| ----------------- | ---------------- |
| Александр Яценко  | Константин       |
| Наталья Батрак    | мать Константина |
| Павел Петров      |                  |
| Клавдия Коршунова | Лиза             |
| Игорь Волков      |                  |
| Александр Ильин   | Слава            |
| Рената Литвинова  | гадалка          |
| Никита Емшанов    | сутенёр          |
| Татьяна Рыбинец   | Лиля             |

## Критика
В опросе 30 российских кинокритиков, проведённом srsly.ru, фильм занял 4—7 места среди лучших российских фильмов, снятых в 2010—2019 годах.

## Рецензии
- Вместо катарсиса // Елена Грачёва, Сеанс, № 45/46
- Поезд следует без остановок. «Сердца бумеранг», режиссер Николай Хомерики // Максим Любович, Искусство кино, 2011, № 9, сентябрь